# Waseca County
Waseca County is een county in de Amerikaanse staat Minnesota.
De county heeft een landoppervlakte van 1.096 km² en telt 19.526 inwoners (volkstelling 2000). De hoofdplaats is Waseca.

## Bevolkingsontwikkeling

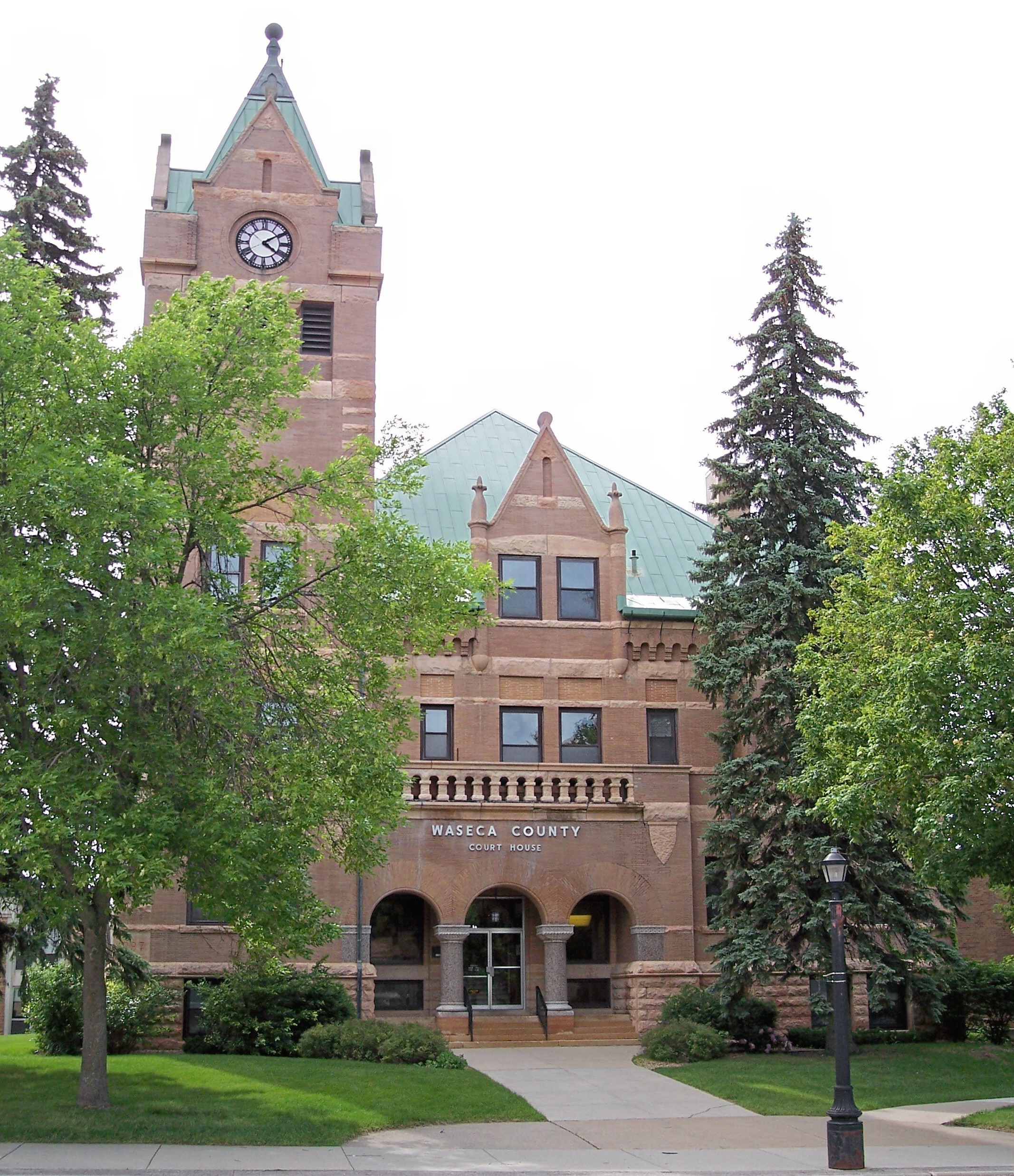
Waseca County Courthouse